# Eruguera de les Salomó
L'eruguera de les Salomó (Edolisoma holopolium) és una espècie d'ocell de la família dels campefàgids (Campephagidae).

## Hàbitat i distribució
Habita els boscos de les muntanyes de les illes Salomó, a Buka, Bougainville, Choiseul, Santa Isabel, Guadalcanal, Malaita, Kulambangra i Vangunu.